# Соединённые Линчующие Штаты
«Соединённые Линчующие Штаты» — эссе американского писателя Марка Твена, написано в 1901 году, опубликовано посмертно в 1923 году.

## Содержание
Написано его в ответ на массовые линчевания в США. Марк Твен описывает случай, произошедший летом 1901 года в городке Пирс—Сити после того как местные жители нашли убитой белую женщину и не разбираясь «линчевали трех негров (из них двух стариков), сожгли пять негритянских хижин и выгнали в лес тридцать негритянских семей», приводит статистику роста случаев приведённую в газете «Chicago Tribune» — за половину 1901 года произошло 88 случаев, в то время как за весь 1900 год их было 115, и пытаться понять причины этого.

### К тексту
Случай в Пирс-Сити действительно имел место: в августе 1901 года были линчеваны негры Уилли Годли, и два его деда — Френч Годли и Юджин Картер. Они были обвинены в изнасиловании и убийстве местной жительницы Кассель Уайлдс.
Не называемые по именам упоминаемые в эссе шерифы — Джозеф Меррилл из округа Кэрролл, штат Джорджия, и Томас Белоат из округа Гибсон, штат Индиана. Мужественные действия этих шерифов по предотвращению линчевания широко освещались в прессе того времени, так о Томасе Белоате была отдельная статья в газете «Нью-йоркская трибуна» за 10 июня 1901 года.

## Об эссе
Написано в 1901 году, но было опубликовано только в 1923 году, когда литературный исполнитель писателя Альберт Пейн поместил эссе в посмертный сборник «Европа и другие места».
В эссе Марк Твен касается тем, которые в неявной форме уже затрагивались ранее в его произведениях. но писатель отложил его публикацию, известно, что он был настолько озабочен эпидемией насилия, что задумывал написать целую книгу о линчевании в Америке, а также предполагается, что решение не делать публичные заявления о линчевании во многом было связано с эмоциональным и финансовым вознаграждением, описывая путешествие Твена по Миссисипи в 1902 году, биоргараф писателя Джастин Каплан писал:

толпы ждали его с аплодисментами и цветами, и его глаза наполнились слезами. За такую любовь кто может винить его в том, что он отложил в сторону, из работы всей своей жизни, одну книгу и одну статью? Марк Твен был так же уверен в том, что американская демократия движется к «монархии» (или диктатуре)…Оригинальный текст (англ.)decision to avoid making public statements about lynching had a great deal to do with affective as well as financial rewards. Describing Twain's 1902 trip on the Mississippi, Kaplan writes, “Crowds waited for him, with applause and flowers, and his eyes filled with tears. For such love who can blame him for putting aside, out of a lifetime's work, one book and one article? Clemens was as certain that American democracy was headed toward “monarchy” (or dictatorship)

В произведении писатель не только осуждает суд линча, но «с гневом и стыдом за свою страну разоблачил бесправие негров в США». Замечено, что при сатирическом характере памфлета, в нём видно отчаяния писателя, понимающего, что «срывание масок» не достаточно, а сил, способных сопротивляться, в американском обществе нет.
Специалист в области американской литературы А. И. Старцев называл это произведение «один из самых выдающихся памфлетов» Марка Твена:

В 1901 году Твен написал потрясающую по силе статью «Соединенные Линчующие Штаты», вызванную газетным сообщением о линчевании трех негров и негритянском погроме в его родном штате Миссури. Он вносит предложение отозвать американских миссионеров из Китая и направить их усилия на «обращение в христианство» американцев.
Обращение автором во второй части произведения внимания на деятельность США за рубежом, в частности в Китае, по мнению советских литературоведов было не случайным:

В памфлете «Соединенные Линчующие Штаты» Твен говорит о неразрывной связи внутренней и внешней политики американских империалистов.— Курс лекций по истории зарубежных литератур XX века, Том 1 / Л. Г. Андреев, Р. М. Самарин. - Изд-во Московского университета, 1956. - стр. 462
На русском языке впервые издано, видимо, в 1954 году в переводе Татьяны Кудрявцевой в сборнике «Америка глазами американцев» издательства «Молодая Гвардия», затем более десятка раз переиздавалось, в том числе входило в Собрание сочинений 1961 года, становилось названием сборников рассказов писателя, печаталось в журналах (например, «Подъём» за 1967 год).